# شمسی فضل‌الهی
شمسی فضل‌الهی (زادهٔ ۱۰ آذر ۱۳۲۰ در تهران)، بازیگر تئاتر، سینما و تلویزیون و گوینده رادیو و دوبلور ایرانی است. او با نام هنری شهرزاد و دریافت دیپلم ادبی از ۱۶ سالگی، فعالیت هنری خود را با تئاتر «دختر ایرانی»، آغاز کرد. وی در عرصه‌های مختلف هنری از جمله سینما، تئاتر، تلویزیون، رادیو و دوبله فعالیت کرده است.
او سال‌های زیادی در سازمان صدا و سیما، حضور داشته و در آثار سینمایی همچون شیر سنگی، آسمون‌جل، عسل تلخ و یه حبه قند ایفای نقش کرده است. وی همچنین در بسیاری از مجموعه‌های تلویزیونی نقش‌های متفاوتی بازی کرده است.

## خانواده
فضل‌الهی، متولد محله سنگلج تهران است که از ۵ سالگی در بیشاپور زندگی کرد. او سه خواهر ناتنی دارد، و نام شناسنامه‌ای او شمسی است، ولی در خانواده با نام شهرزاد خطاب می‌شد. پدر او افسر ارتش و مادرش تحصیل‌کرده دانش‌سرای ایران و کارمند پست تلگراف بود.

## زندگی هنری
شمسی فضل‌الهی، متولد ۱۰ آذر ۱۳۲۰ در محله سنگلج تهران است. وی فعالیت هنری خود را با شرکت در کلاس‌های «تئاتر تهران» آغاز کرد. وی بازی در تئاتر را از سال ۱۳۳۶ (در ۱۶ سالگی) با نمایش «دختر ایرانی» در «تئاتر تفکری» آغاز نمود. فعالیت او در سینما نیز از سال ۱۳۳۸ (در سن ۱۸ سالگی) با حضور در فیلم «آسمون‌جُل» به کارگردانی نصرت‌الله وحدت شروع شد.
شمسی فضل‌الهی، در سال‌های اولیهٔ حضورش در سینمای قبل از انقلاب، با نام مستعار «شهرزاد» فعالیت می‌کرد. البته نباید او را با شهرزاد (کبری امین سعیدی) اشتباه گرفت. فعالیت وی به‌عنوان گوینده از سال ۱۳۴۱ با گویندگی نمایش «داستان‌های یک شب از هزار و یک شب» در رادیوی نیروی هوایی آغاز شد و در سال ۱۳۴۳ نیز در «رادیو ایران» به‌عنوان بازیگر نمایش‌های رادیویی فعالیت داشته است. فضل‌الهی فعالیت در عرصهٔ دوبله را نیز از سال ۱۳۴۱ به‌دعوت علی کسمایی و در استودیو مولن‌روژ با گویندگی در فیلم ژاپنی «هرگز نمیر مادر» ساختهٔ میکیو ناروسی به جای مادر آغاز کرد.
از دیگر کارهای او، گویندگی در مجموعهٔ کارتونی «بامزی» به‌عنوان راوی، مجموعهٔ تلویزیونی «خانهٔ کوچک» به‌جای مادر (کارن گراسل) است. وی در مجموعهٔ تلویزیونی «هزاردستان» به‌جای مینو ابریشمی با لهجهٔ آذری صحبت کرد که یکی از به یادماندنی‌ترین کارهای او در عرصهٔ دوبله است.
حضور او در تلویزیون از سال۱۳۶۳ و با بازی در مجموعهٔ «امیرکبیر» (در نقش مادام با لهجهٔ فرانسوی) ساختهٔ سعید نیک‌پور بود. مجموعهٔ تلویزیونی «عطر گل یاس» (۱۳۶۹) ساختهٔ بهمن زرین‌پور از دیگر کارهای خاطره‌انگیز او است.

## گزیدهٔ آثار

### تئاتر
- ویس و رامین
- گلدسته
- طبقهٔ ششم
- سندلی (صندلی) را کنار پنجره بگذاریم و بنشینیم و به شب دراز تاریک خاموش سرد بیابان نگاه کنیم
- دزد طبقهٔ اول
- در قوزآباد
- تفریحات
- بکت
- بازی بی‌حرف شماره یک
- آرشین مالالان
- دختری ایرانی در تئاتر تفکری
- بینوایان
- دایی وانیا
- کلفت‌ها
- اتوبوسی به نام هوس[۲]
- تشنگی و گرسنگی
- آرشین مالالان

### سینما
- پدر آن دیگری (۱۳۹۳)
- عملیات مهد کودک (۱۳۹۱)
- فرزندخوانده (۱۳۹۰)
- یه حبه قند (۱۳۹۰)
- در امتداد شهر (۱۳۸۹)
- سلام بر فرشتگان (۱۳۸۹)
- ساعت گیج زمان (۱۳۸۸)
- کارناوال مرگ (۱۳۸۷)
- خاطره (۱۳۸۷)
- عاشق (۱۳۸۵)
- تقاطع (۱۳۸۴)
- معادله (۱۳۸۲)
- غزل (۱۳۸۰)
- دختری به نام تندر (۱۳۷۹)
- بانی چاو (۱۳۷۴)
- چهره (۱۳۷۴)
- عبور از تله (۱۳۷۲)
- بندر مه‌آلود (۱۳۷۱)
- شیر سنگی (۱۳۶۵)
- قصر زرین (۱۳۴۸)
- فرار (۱۳۴۲)
- کلید (۱۳۴۱)
- عسل تلخ (۱۳۴۰)
- شانس و عشق و تصادف (۱۳۳۸)
- قاصد بهشت (۱۳۳۸)
- آسمون‌جُل (۱۳۳۸)
- لواسان (۱۳۹۷)
- نفر دهم (۱۳۸۸)
- قاتل پنجم (۱۳۸۷)

### تلویزیون
| سال       | نام                                          | سمت                 | کارگردان                                      | توضیحات |
| --------- | -------------------------------------------- | ------------------- | --------------------------------------------- | --- |
| ۱۳۹۸      | بوی باران                                    | بازیگر              | محمود معظمی                                   | شبکه ۱ |
| ۱۳۹۵      | چرخ فلک                                      | بازیگر              | عزیزالله حمیدنژاد بهرام عظیم‌پور احسان عبدی‌پور | شبکه ۱ بازی در اپیزود عالیه                                                                                                  |
| ۱۳۹۵      | دوردست‌ها                                     | بازیگر              | جواد ارشاد                                    | شبکه ۱ |
| ۱۳۹۴      | تله‌فیلم «خان‌ننه»                             | بازیگر              | حامد خیری                                     | شبکه شما |
| ۱۳۹۳      | تله‌فیلم «رباعی»                              | بازیگر              | محسن دامادی                                   | شبکه ۱ |
| ۱۳۹۳      | تله‌فیلم «یک روز خوب»                         | بازیگر              | مصطفی خانقلی                                  | شبکه ۲ |
| ۱۳۹۲      | باغ سرهنگ                                    | بازیگر              | فلورا سام                                     | شبکه تهران |
| ۱۳۹۱      | تله‌فیلم «آهسته در سکوت»                      | بازیگر              | فرزاد مؤتمن                                   | |
| ۱۳۹۰      | تله‌فیلم «مرا بشناس»                          | بازیگر              | عبدالرضا گنجی                                 | |
| ۱۳۸۹      | تله‌فیلم «مرا شاهد»                           | بازیگر              | نادر طریقت                                    | |
| ۱۳۸۹      | آسمان همیشه ابری نیست                        | بازیگر              | سعید عالم‌زاده                                 | شبکه ۱ |
| ۱۳۸۸      | تله‌فیلم «ساعت گیج زمان»                      | بازیگر              | فرزاد مؤتمن                                   | |
| ۱۳۸۸      | دفترخانه شماره ۱۳                            | بازیگر مهمان        | سید وحید حسینی                                | شبکه ۱ |
| ۱۳۸۷      | سه در چهار                                   | بازیگر              | مجید صالحی                                    | شبکه ۱ |
| ۱۳۸۷      | آواز در باران                                | بازیگر              | قاسم جعفری                                    | کارگردان تلویزیونی: «صدرالدین شجره» / شبکه ۴                                                                                 |
| ۱۳۸۶      | خواستگاران                                   | بازیگر              | گلاب آدینه                                    | کارگردان تلویزیونی: مهدی مظلومی                                                                                              |
| ۱۳۸۶–۱۳۸۵ | قاب‌های خالی                                  | بازیگر              | مرتضی احمدی هرندی                             | شبکه ۲ |
| ۱۳۸۴      | بوی گل‌های وحشی                               | بازیگر              | حسینعلی لیالستانی                             | در سال ۱۳۸۵ از شبکه ۲ پخش شد.                                                                                                |
| ۱۳۸۴      | پایان نمایش                                  | بازیگر              | بهمن زرین‌پور                                  | شبکه ۱ |
| ۱۳۸۴      | نیمکت                                        | بازیگر              | محمد رحمانیان                                 | شبکه ۱ |
| ۱۳۸۴      | تله‌تئاتر «در خیابان هیچ‌کس به من نگاه نمی‌کند» | بازیگر              | مجید گیاهچی                                   | نویسنده: «ژان میشل ریب» / شبکه ۴                                                                                             |
| ۱۳۸۴      | تله‌تئاتر «یک صبح آفتابی»                     | بازیگر              | مجید گیاهچی                                   | نویسنده: «سرافین و جاکوئین آلوارز کوئینتر» کارگردان تلویزیونی: «حسین فردرو» / شبکه ۴                                         |
| ۱۳۸۴      | عسل‌ها و مثل‌ها (سری دوم)                      | بازیگر              | مجتبی یاسینی                                  | پخش در رمضان ۸۴ |
| ۱۳۸۴      | حس سوم                                       | بازیگر              | مهدی فخیم‌زاده                                 | شبکه ۲ |
| ۱۳۸۳      | باجناغ‌ها                                     | بازیگر مهمان        | فرهاد آئیش                                    | شبکه ۵ |
| ۱۳۸۱      | سرآغاز یک باغ                                | بازیگر              | علی پاکاریان                                  | |
| ۱۳۸۱      | آبی مثل دریا                                 | بازیگر              | ابوالقاسم معارفی                              | شبکه تهران |
| ۱۳۸۰–۱۳۷۹ | جاده‌های سبز شمالی                            | بازیگر              | عباس رافعی                                    | شبکه ۱ |
| ۱۳۸۰      | کارآگاه شمسی و دستیارش مادام                 | بازیگر مهمان        | مرضیه برومند                                  | شبکه تهران |
| ۱۳۸۰–۱۳۷۹ | کریم‌خان زند                                  | بازیگر              | محمدرضا ورزی                                  | شبکه ۱ |
| ۱۳۸۰–۱۳۷۹ | چای قندپهلو                                  | بازیگر              | ناصر هاشمی                                    | شبکه ۲ |
| ۱۳۷۹      | به‌همین سادگی                                 | بازیگر              | حامند عنقا مهری ظریفی                         | شبکه ۲ |
| ۱۳۷۹      | تعطیلات نوروزی                               | بازیگر              | ؟                                             | در نوروز ۱۳۷۹ پخش شد. |
| ۱۳۷۸      | تله‌تئاتر «همه پسران من»                      | بازیگر نقش سو بِیلیس | محمد رحمانیان                                 | کارگردان تلویزیونی: ساسان امیرپور نویسنده: آرتور میلر                                                                        |
| ۱۳۷۸–۱۳۷۷ | دانی و من (سری دوم)                          | بازیگر              | علی عبدالعلی‌زاده                              | شبکه تهران |
| ۱۳۷۷      | خانه‌ای آنسوی رود                             | بازیگر              | مرتضی احمدی هرندی                             | |
| ۱۳۷۷      | نرگس                                         | بازیگر              | شاپور قریب                                    | این سریال در برنامه «سیمای خانواده» پخش می‌شد و نباید آن را با سریالی دیگر به همین نام، به کارگردانی «سیروس مقدم» اشتباه کرد. |
| ۱۳۷۷      | تله‌تئاتر «بینوایان»                          | بازیگر              | ؟                                             | |
| ۱۳۷۷      | تله‌تئاتر «قلم عمه‌خانم»                       | بازیگر              | غلامرضا حامدی‌خواه                             | کارگردان تلویزیونی: مهتاج نجومی نویسنده: گوردون داوید                                                                        |
| ۱۳۷۶      | سلام زندگی                                   | بازیگر              | مسعود شاه‌محمدی                                | |
| ۱۳۷۶      | برگبار                                       | بازیگر              | اکبر خواجویی                                  | شبکه ۳ |
| ۱۳۷۶      | شن‌های کف رودخانه                             | بازیگر مهمان        | یوسف سیدمهدوی                                 | شبکه ۳ |
| ۱۳۷۶      | زیر یک سقف                                   | بازیگر              | عبدالله صادقی                                 | از برنامه «سیمای خانواده» پخش می‌شد.                                                                                          |
| ۱۳۷۵      | قائم‌مقام فراهانی                             | بازیگر              | محمدرضا ورزی                                  | تهیه شده برای سیمای آذری شبکه جهانی سحر                                                                                      |
| ۱۳۷۵      | ریشه در دشت خون                              | بازیگر              | حسین فرخی قاسم شاکری                          | در دهه ۱۳۷۰ از شبکه ۲ پخش می‌شد و موضوع آن «عاشورا» بود.                                                                      |
| ۱۳۷۵      | معین پزشک                                    | بازیگر              | احمدرضا گرشاسبی                               | نسخهٔ سینمایی آن با نام «بانی چاو» اکران شد.                                                                                  |
| ۱۳۷۴      | برای آخرین بار                               | بازیگر              | مرتضی احمدی هرندی                             | |
| ۱۳۷۴      | آتیه                                         | بازیگر              | رضا صفایی                                     | شبکه ۱ |
| ۱۳۷۳      | همسران                                       | بازیگر              | بیژن بیرنگ مسعود رسام                         | شبکه ۲ |
| ۱۳۷۳–۱۳۷۲ | فاصله                                        | بازیگر              | مجتبی یاسینی                                  | شبکه ۲ |
| ۱۳۶۹      | عطر گل یاس                                   | بازیگر              | بهمن زرین‌پور                                  | شبکه ۱ |
| ۱۳۶۹      | کمند خاطرات                                  | بازیگر              | سید ضیاءالدین دری حسین خندان هوشنگ پاکروان    | شبکه ۱ |
| ۱۳۶۷      | زندگی و جنگ                                  | بازیگر              | احمد نجیب‌زاده                                 | نویسنده: «احمد بهبهانی» |
| ۱۳۶۶      | آئینه (سری سوم)                              | بازیگر              | فریدون فرهودی                                 | شبکه ۱ / بازی در اپیزود «داوری»                                                                                              |
| ۱۳۶۶      | مرغ حق                                       | بازیگر              | حسین مختاری                                   | |
| ۱۳۶۶      | گلدان‌ها و آفتاب                              | بازیگر              | حسین پناهی                                    | بازی در اپیزود «فرقون» کارگردان تلویزیونی: «شیرین جاهد»                                                                      |
| ۱۳۶۴      | سایهٔ همسایه                                  | بازیگر              | اسماعیل خلج                                   | شبکه ۲ |
| ۱۳۶۳      | امیرکبیر                                     | بازیگر              | سعید نیک‌پور                                   | شبکه ۱ |

### نمایش خانگی
| سال  | نام فیلم         | کارگردان       |
| ---- | ---------------- | -------------- |
| ۱۴۰۲ | دفتر یادداشت     | کیارش اسدی‌زاده |
| ۱۴۰۰ | خسوف             | مازیار میری    |
| ۱۳۹۹ | گیسو (عاشقانه ۲) | منوچهر هادی    |
| ۱۳۹۸ | مدیترانه         | هادی حاجتمند   |
| ۱۳۹۵ | عاشقانه          | منوچهر هادی    |

### دوبله
- فیلم سینمایی «هرگز نمیر مادر» (مادر)
- فیلم سینمایی «دندهٔ آدم»
- فیلم سینمایی «مُهر هفتم»
- فیلم سینمایی «چمن همسایه سبزتر است» (دبورا کر)
- فیلم سینمایی «باغ گچی» (دبورا کر)
- فیلم سینمایی «شب ایگوانا» (دبورا کر)
- فیلم سینمایی «قطار وحشت» (سیلویا تورتورسا)
- فیلم سینمایی «تا داغه بچسپ!» (ادویگ فنچ)
- فیلم سینمایی «خداحافظ رفیق» - در ایران: آخرین سکه (بریژیت فوسی)
- فیلم سینمایی «شیر سنگی» (شمسی فضل‌الهی)
- فیلم سینمایی «بندر مه‌آلود» (شمسی فضل‌الهی)
- انیمیشن سینمایی «بامبی» (مادر بامبی)
- مجموعهٔ تلویزیونی «محلهٔ پیتون» (خانم پیتون)
- مجموعهٔ تلویزیونی «خانهٔ کوچک» (مادر)
- مجموعهٔ تلویزیونی «اوشین» (سومیکو)
- مجموعهٔ تلویزیونی «هزاردستان» (مینو ابریشمی)
- مجموعهٔ تلویزیونی «گرگ‌ها» (هایده حائری)
- انیمیشن تلویزیونی «بامزی قوی‌ترین خرس جهان» (راوی - مادربزرگ)